# Albert E. Brumley
Albert Edward Brumley (nabij Spiro (Oklahoma), 29 oktober 1905 - Powell (Missouri), 15 november 1977) was een Amerikaans componist van gospelmuziek. Gedurende zijn loopbaan schreef hij meer dan achthonderd liedjes, waaronder "I'll Fly Away", "I Will Meet You in the Morning" en "Turn Your Radio On".

## Biografie
Zijn ouders, fiddlespeler William Sherman en diens vrouw Sarah Isabelle Brumley, verbouwden katoen op een gepacht stuk grond en kochten later een eigen boerderij in de buurt van Rock Island (Oklahoma). Van 1911 tot 1919 ging hij in daar naar school. Hij studeerde van 1926 tot 1931 aan het Hartford-muziekinstituut, hoewel hij zelf niet over genoeg geld beschikte hiervoor. In de kosten werd voorzien door Eugene Monroe Bartlett, die hem aan dit instituut onderwees en in wiens huis hij mocht verblijven. Brumley was de vader van steelgitarist Tom Brumley.
In 1927 schreef hij zijn eerste liedje, "I Can Hear Them Singing Over There". Hij begon met het geven van zanglessen en leerde zo Goldie Schell kennen, met wie hij in 1931 trouwde. Hij werkte als componist voor de Stamps-Baxter Music Company in Dallas (Texas) en richtte in 1943 zijn eigen muziekuitgeverij op, genaamd Albert E. Brumley and Sons. In 1948 nam hij de Hartford Music Company over.
Hij organiseerde in 1969 de eerste editie van het muziekfestival Albert E. Brumley Sunup to Sundown Gospel Sing, dat tot 2001 in Springdale (Arkansas) werd gehouden en sindsdien onder de naam Albert E. Brumley Gospel Music Sing in Lebanon (Missouri) plaatsvindt.
In 1970 werd hij opgenomen in de Nashville Songwriters Hall of Fame, in 1972 in de Gospel Music Hall of Fame, en postuum in 1997 in de Southern Gospel Hall of Fame, in 1998 in de Oklahoma Music Hall of Fame en in 2002 in de America's Old Time Country Music Hall of Fame.